# Tessy Antony

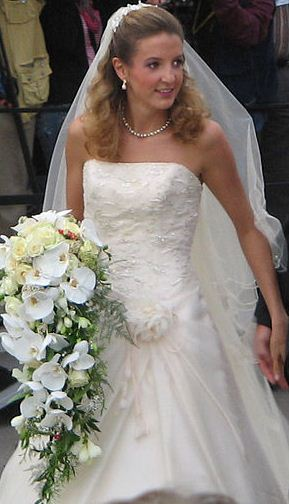
Prinses Tessy tijdens haar huwelijk in september 2006

Tessy Antony (Luxemburg, 28 oktober 1985) was getrouwd met prins Louis van Luxemburg, de derde zoon van groothertog Henri van Luxemburg en groothertogin María Teresa. Tessy droeg van 2009 tot 2019 bij groothertogelijk besluit de titels Prinses van Luxemburg, Prinses van Nassau en Prinses van Bourbon-Parma, met als aanspreektitel Hare Koninklijke Hoogheid; het recht op het dragen van deze titels verloor zij na haar echtscheiding die op 4 april 2019 werd uitgesproken.

## Jeugd en studie
Tessy Antony is de jongste dochter van François en Régine Anne Antony (née Heidemann). Ze heeft een tweelingbroer en een oudere broer en zus. Haar vader is tegelzetter en haar moeder huisvrouw. Na een opleiding op een technische middelbare school in Pétange, ging ze op 18-jarige leeftijd met haar tweelingbroer Ronny het (Luxemburgse) leger in. Ze klom op tot de rang van een korporaal, Corporal Drivers Permis B. Van maart tot juli 2004 nam ze deel aan een missie in Joegoslavië, Mitrovica, voor de KFOR, de vredesmacht van de NAVO in Kosovo.

## Huwelijk en gezin
Tessy Antony ontmoette prins Louis toen zij vanwege de missie in Joegoslavië verbleef en hij daar de troepen inspecteerde. Hun relatie werd publiek toen in 2005 bekend werd dat ze in verwachting was van hun eerste kind. Het stel huwde op 29 september 2006 in Gilsdorf.
Het echtpaar heeft twee kinderen:
- Gabriel Michael Louis Ronny (12 maart 2006)
- Noah Etienne Guillaume Gabriel Matthias Xavier (21 september 2007)

Prins Louis gaf met zijn huwelijk zijn rechten op de troon op, evenals die van zijn toekomstige nageslacht (zoon Gabriël had als buitenechtelijk kind al geen troonrechten). Daarentegen behield hij zijn titel, terwijl zijn echtgenote en zoon de achternaam van Nassau kregen zonder verdere aanspreektitels. In 2009 kreeg Tessy bij groothertogelijk besluit alsnog de titels Prinses van Luxemburg, Prinses van Nassau en Prinses van Bourbon-Parma. Haar zoons werden toen Prins van Nassau.
Op 18 januari 2017 werd bekend dat Tessy en prins Louis gingen scheiden; de echtscheiding werd op 4 april 2019 uitgesproken.
Antony maakte op 31 december 2020 bekend te gaan trouwen met haar nieuwe partner, Frank Floessel.  Het huwelijk vond plaats op 23 juli 2021. Op 24 februari 2021 maakte ze bekend dat ze zwanger is van haar derde kind.Op 26 augustus 2021 beviel Tessy van een zoon, Theodor. 